# A Nation Once Again
A Nation Once Again (Una nació una vegada més, en anglès) és una cançó escrita a principis de la dècada de 1840 per Thomas Davis (1814-1845). Davis va ser fundador de Jove Irlanda, un moviment irlandès que tenia com a objectiu la independència d'Irlanda.
Raymond Daly i Derek Warfield descriuen l'aguda consciència de Davis que les cançons podrien tenir un fort impacte emocional sobre les persones. Davis va escriure que "una cançó val més que mil arengues". Va sentir que la música podria tenir una influència particularment forta en els irlandesos en aquell moment. Va escriure: "La música és la primera facultat dels irlandesos ... ens esforçarem a ensenyar a les persones a cantar les cançons del seu país que puguin mantenir viu en les seves ments l'amor de la pàtria".
"A Nation Once Again" es va publicar per primer cop a The Nation el 13 de juliol de 1844 i ràpidament es va convertir en una crida en favor del creixent moviment nacionalista irlandès en aquell moment.
La cançó és un bon exemple del subgènere de música irlandesa rebel. El narrador de la cançó somia amb una època en què Irlanda serà, com el títol suggereix, una terra lliure, amb "les nostres cadenes es lloguen a dues". Les lletres exhorta als irlandesos a defensar-se i lluitar per la seva terra: "I els homes justos han de tornar a fer la nostra terra una nació".
Ha estat gravada per molts cantants i grups irlandesos, entre els quals destaquen John McCormack, The Clancy Brothers, The Dubliners, The Wolfe Tones (un grup amb inclinacions republicanes) el 1972, Poxy Boggards i The Irish Tenors (John McDermott, Ronan Tynan, Anthony Kearns) i Sean Conway per a un single de 2007. A la pel·lícula dels Beatles, A Hard Day's Night, l'avi de Paul McCartney comença a cantar la cançó als agents de policia britànics després que l'arrestessin per vendre fotografies autografiades dels membres de la banda.
El 2002, després d'una orquestrada campanya de correu electrònic, la interpretació de "A Nation Once Again" de Wolfe Tones va ser votada com la cançó més popular del món segons un sondeig global de serveis de BBC World Service, "Vande Mataram", [4] la cançó nacional de l'Índia.
Encara que la lletra és certament original, en escriure la melodia de la tornada, Davis va copiar nota per nota el motiu del segon moviment del concert de clarinet de Mozart.

## Lletra
La lletra utilitzen un esquema senzillde rima ABABCDCD, amb versos de vuit línies, i línies alternes de iàmbic tetramètric i lambe trimètric. Davis descriu com va aprendre de nen dels antics lluitadors per la llibertat: els tres-cents espartans que van lluitar en la batalla de les Termòpiles i els tres assassins de Juli Cèsar (Brutus, Gai Cassi Longí i Dècim Juni Brut Albí) que tenien com a objectiu preservar la República romana de la tirania. (Tenint en compte el context dels 300 espartans que defensen el pas a Termòpiles, els "tres homes" poden referir-se a Horaci Cocles i als seus dos companys que defensaven el Pont Sublicià... particularment tenint en compte que Lays of Ancient Rome de Macaulay, incloent el poema "Horatius, "havia estat publicat el 1842.) El relaciona amb les seves pròpies esperances que Irlanda encara pugui ser alliberada, i ja no sigui una província britànica, sinó una nació pròpia. L'ús del terme "una vegada més" es refereix a Irlanda gaèlica, l'illa premoderna de cultura gaèlica àmpliament independent del control estranger. Davis esmenta la seva creença que només els homes morals i religiosos podrien establir una Irlanda lliure, i els seus propis objectius de fer-se dignes d'aquesta tasca.